# Lefty Grove
Robert Moses „Lefty“ Grove (* 6. März 1900 in Lonaconing, Maryland; † 22. Mai 1975 in Norwalk, Ohio) war ein US-amerikanischer Baseballspieler in der Major League Baseball (MLB). 

## Biografie
Lefty Grove wuchs in Maryland auf und begann seine Karriere bei den Baltimore Orioles im Minor League Baseball. Grove war schon bei den Orioles ein herausragender Pitcher, aber da die Orioles ein unabhängiges Team waren, das keine Filiale eines Major-League-Teams war, mussten sie ihren Starpitcher nicht abgeben. Erst 1925 stimmte Jack Dunn, der Besitzer der Orioles, einem Verkauf von Grove an die Philadelphia Athletics zu. Die Athletics zahlten 106.000 US-Dollar für die Rechte, die bis dahin höchste Summe, die für einen Spieler bezahlt worden war.
Sein Debüt in der American League gab er am 14. April 1925 gemeinsam mit Mickey Cochrane. In seiner ersten Saison hatte er mit Verletzungen zu kämpfen und kam nur auf eine Bilanz von zehn Siegen bei dreizehn Niederlagen. 1926 gewann er dann den ersten von neun Titeln für den Spieler mit dem niedrigsten ERA mit 2,51. 1927 erreichte er erstmals zwanzig Siege in einer Saison. Seine herausragendsten Jahre hatte er dann von 1929 bis 1931. In diesen Jahren gewannen die Athletics dreimal in Folge die Meisterschaft in der American League. Mit 20, 28 und 31 Siegen war Grove daran hauptsächlich beteiligt. 1931 führte er die AL gleich in sechs Kategorien für Pitcher an und wurde zum MVP seiner Liga gewählt. Nach 1930 gewann er in diesem Jahr seine zweite Triple Crown. 1929 und 1930 konnten die Athletics sich gegen die Chicago Cubs und die St. Louis Cardinals durchsetzen, 1931 unterlagen sie den Cardinals. 
Aufgrund finanzieller Probleme verkaufte Connie Mack Lefty Grove 1933 an die Boston Red Sox. Dort zeigte er noch gute Leistungen, aber keine so herausragenden mehr wie bei den Athletics. 1941 beendete er seine Karriere mit 300 Siegen und 141 Niederlagen.
1947 wurde Grove in die Baseball Hall of Fame aufgenommen. Im Alter von 75 Jahren verstarb er 1975.